# 차동초등학교
차동초등학교는 대한민국 충청남도 서산시 인지면 차리에 있는 공립 초등학교이다.

## 학교 연혁
- 1956년 5월 10일 인지국민학교 차동분실(3학급)
- 1957년 5월 3일 인지국민학교 차동분교(3학급)
- 1959년 3월 28일 차동국민학교 설립인가
- 1959년 5월 10일 차동국민학교 개교
- 1983년 3월 1일 병설유치원 개원
- 1996년 3월 1일 차동초등학교로 개칭
- 2017년 2월 9일 제58회 졸업식(16명, 총 2375명)
- 2017년 3월 1일 충청남도교육청 지정 탈북학생교육 정책연구학교 운영(2년차), 충청남도교육청 다문화예비학교특별학급 운영교 선정
- 2018년 2월 9일 제 59회 졸업식(21명, 총2,396명)

- 2018년 3월 1일 충청남도교육청 다문화예비학교특별학급 운영
- 2018년 12월 31일 제 60회 졸업식(20명, 총 2416명)
- 2019년 3월 1일 충청남도교육청 한국어학급 운영
- 2020년 1월 1일 차오름관 개관
- 2020년 1월 12일 제16회 졸업식 (16명, 총 2432명)

## 참고 자료
- 차동초등학교 - 한국교육학술정보원 학교알리미